# ЗВМ-2410 «Ухтыш»
ЗВМ-2410 «Ухтыш» — лёгкий гусеничный вездеход-амфибия на базе внедорожника УАЗ-469 и его более поздних модификаций. Своё название получил в честь реки Ухтыш в Нижегородской области. Выпускался с 2014 года в городе Заволжье ООО «Завод вездеходных машин», по состоянию на 2025 год, — снят с производства.

## Особенности конструкции
В основе конструкции вездехода лежит стальная рама-лодка, на которую установлен обрезанный кузов от УАЗа. Все узлы и агрегаты трансмиссии находятся внутри этой рамы-лодки. Корпус лодки не является абсолютно герметичным, поэтому машина оснащалась специальной трюмной помпой для откачки воды. Также для предотвращения попадания воды через решетку радиатора, отверстия в ней закрываются специальной пластиной.
Гусеницы вездехода имеют по 6 опорных катков с торсионной подвеской и 3 поддерживающих ролика. Ведущая звёздочка находится сзади, а спереди расположен ленивец для натяжения гусеницы. Сами гусеничные ленты — металлические обрезиненные, с эластичными резиновыми уширителями. Управление гусеницами осуществляется с помощью бортовых фрикционов.
Салон «Ухтыша» не отличается от салона стандартного УАЗа, за исключением того, что вместо автомобильного руля установлен специальный штурвал, а слева от руля расположен манометр, показывающий давление в пневматической магистрали, которая управляет бортовыми фрикционами.
Среднее давление на грунт вездехода «Ухтыш» с полной загрузкой составляет 12,5 кПа (0,125 кгс/см²), что при наличии гусеничных лент с односторонней жесткостью и развитыми грунтозацепами обеспечивает положительный запас силы тяги при движении по снегу глубиной до одного метра, любому типу влажного грунта и болоту с глубиной органического слоя до 0,5 метра. Конструкция корпуса вездехода амфибии обеспечивает положительный, не менее 25 %, запас плавучести и углы входа-выхода машины на плаву до 20 %. Машина также оснащена кронштейном для крепления лебёдки.

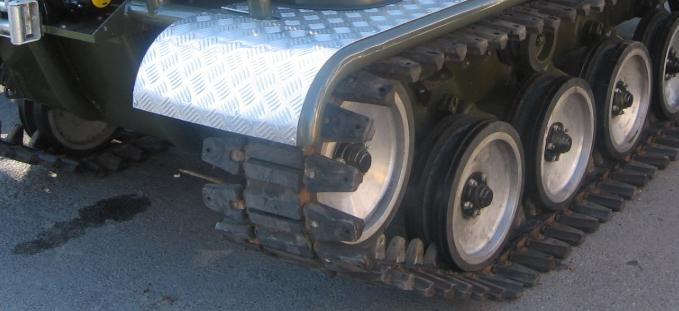
Гусеничный движитель снегоболотохода «Ухтыш»

## Технические характеристики
- Габариты, мм:
  - Длина — 4195
  - Ширина — 2055
  - Высота — 2050
- База, мм — 2500
- Колея, мм — 1655
- Дорожный просвет, мм — 400
- Снаряжённая масса, кг — 2300
- Количество мест (с водителем) — 5
- Двигатель —  бензиновые ЗВМ-2410, УМЗ-4218-10 и ЗМЗ-409-10; дизельный ЗМЗ-514
- Максимальная скорость движения по дорогам с твердым покрытием, км/ч — 50
- Скорость движения на плаву, км/ч — 4-5 (за счет перемывания гусениц), 10-12 (с подвесным лодочным мотором)[3]
- Ёмкость бензобаков, л (2х65) — 130
- Сцепление — однодисковое, сухого трения с гидроприводом
- Коробка передач — 4-ступенчатая, механическая
- Раздаточная коробка — механическая, 2-ступенчатая
- Главная передача — одноступенчатая, коническая, со спиральным зубом
- Бортовая передача — одновальная, карданная, с двумя шарнирами, передаточное число 2,56
- Механизм поворота — бортовый фрикцион сухого трения многодисковый с остановочным ленточным тормозом
- Привод управления бортовыми фрикционами и остановочными тормозами — пневматический
- Стояночный тормоз — трансмиссионный, барабанно-колодочного типа, с ручным приводом
- Тип движителя — гусеничный
- Опорные катки — сдвоенные, по 6 на борт
- Диаметр опорных катков, мм — 420
- Поддерживающие ролики — сдвоенные, по 3 на борт
- Диаметр поддерживающих роликов, мм — 180
- Ведущие колеса — заднего расположения, цевочного зацепления, по два сменных зубчатых венца
- Диаметр направляющих колес, мм — 420
- Механизм натяжения гусениц — винтовой, на кривошипах направляющих колёс
- Подвеска — независимая торсионная с амортизаторами для передних и задних балансиров
- Гусеничные ленты — резинометаллические асфальтоходные с параллельным РШМ, односторонней жесткостью и эластичным уширителем. Возможна установка металлической гусеницы от ГАЗ-71
- Ширина гусеницы с уширителем, мм — 400
- Среднее удельное давление на грунт с полной нагрузкой, кПа ( кгс/см²) — 12,5 (0,125)